# سه‌شنبه، پس از کریسمس
سه‌شنبه، پس از کریسمس (رومانیایی: Marţi, după Crăciun) یک فیلم رومانیایی به کارگردانی رادو مونتئان است که در سال ۲۰۱۰ منتشر شد. این فیلم برای نمایش در بخش نوعی نگاه در جشنواره فیلم کن ۲۰۱۰ انتخاب شد.

## بازیگران
- دراگوش بوکور
- ماریا پوپیستاشو
- ویکتور ربنجوک
- میمی برانسکو